# Erhard Schmidt
Erhard Schmidt (Dorpat, 13 gennaio 1876 – Berlino, 6 dicembre 1959) è stato un matematico tedesco.
Conseguì il dottorato presso l'Università Georg-August di Gottinga nel 1905 sotto la supervisione di David Hilbert, con cui fornì importanti contributi per l'analisi funzionale.